# Svetovno prvenstvo v hokeju na ledu 1957
Svetovno prvenstvo v hokeju na ledu 1957 je bilo štiriindvajseto Svetovno prvenstvo v hokeju na ledu. Potekalo je med 24. februarjem in 5. marcem 1957 v moskovski dvorani Lužniki, Sovjetska zveza. Zlato medaljo je osvojila švedska reprezentanca, srebrno sovjetska, bronasto pa češkoslovaška, v konkurenci osmih reprezentanc.

## Dobitniki medalj
| Zlato | Srebro | Bron |
| ŠvedskaThord Flodqvist Yngve Casslind Lars Björn Vilgot Larsson Roland Stoltz Hans Svedberg Anders Andersson Sigurd Bröms Hans Eriksson Erling Lindström Lars-Eric Lundvall Eilert Määttä Nils Nilsson Ronald Pettersson Sven Tumba Valter Åhlén Hans Öberg | Sovjetska zvezaNikolaj Pučkov Jevgenij Jerkin Nikolaj Sologubov Ivan Tregubov Pavel Žiburtovič Genrih Sidorenkov Aleksander Uvarov Vladimir Grebenikov Vitalij Kostarjev Jurij Pantjuhov Aleksej Gurišev Nikolaj Hlistov Konstantin Loktev Venjamin Aleksandrov Aleksander Čerepanov Vsevolod Bobrov Jevgenij Babič | ČeškoslovaškaKarel Straka Jiří Kulíček Karel Gut František Tikal Jan Kasper Stanislav Sventek Stanislav Bacílek Slavomír Bartoň František Vaněk Miroslav Vlach Jiří Pokorný Václav Pantůček Vladimír Grabovský Miloslav Šasek Miloš Vinš Vilém Václav Bohumil Prošek |

## Tekme
| 24. februar 1957 | Finska | 5:3 | Poljska | Dvorana Lužniki, Moskva |

| Poročilo tekme      | Poročilo tekme | Poročilo tekme | Poročilo tekme | Poročilo tekme |
| ------------------- | -------------- | -------------- | -------------- | -------------- |
| Začetek: ni podatka |                |                |                |                |

| 24. februar 1957 | Češkoslovaška | 9:0 | Avstrija | Dvorana Lužniki, Moskva |

| Poročilo tekme      | Poročilo tekme | Poročilo tekme | Poročilo tekme | Poročilo tekme |
| ------------------- | -------------- | -------------- | -------------- | -------------- |
| Začetek: ni podatka |                |                |                |                |

| 24. februar 1957 | Švedska | 11:1 | Vzhodna Nemčija | Dvorana Lužniki, Moskva |

| Poročilo tekme      | Poročilo tekme | Poročilo tekme | Poročilo tekme | Poročilo tekme |
| ------------------- | -------------- | -------------- | -------------- | -------------- |
| Začetek: ni podatka |                |                |                |                |

| 24. februar 1957 | Sovjetska zveza | 16:0 | Japonska | Dvorana Lužniki, Moskva |

| Poročilo tekme      | Poročilo tekme | Poročilo tekme | Poročilo tekme | Poročilo tekme |
| ------------------- | -------------- | -------------- | -------------- | -------------- |
| Začetek: ni podatka |                |                |                |                |

| 25. februar 1957 | Češkoslovaška | 15:1 | Vzhodna Nemčija | Dvorana Lužniki, Moskva |

| Poročilo tekme      | Poročilo tekme | Poročilo tekme | Poročilo tekme | Poročilo tekme |
| ------------------- | -------------- | -------------- | -------------- | -------------- |
| Začetek: ni podatka |                |                |                |                |

| 25. februar 1957 | Švedska | 8:3 | Poljska | Dvorana Lužniki, Moskva |

| Poročilo tekme      | Poročilo tekme | Poročilo tekme | Poročilo tekme | Poročilo tekme |
| ------------------- | -------------- | -------------- | -------------- | -------------- |
| Začetek: ni podatka |                |                |                |                |

| 25. februar 1957 | Sovjetska zveza | 11:1 | Finska | Dvorana Lužniki, Moskva |

| Poročilo tekme      | Poročilo tekme | Poročilo tekme | Poročilo tekme | Poročilo tekme |
| ------------------- | -------------- | -------------- | -------------- | -------------- |
| Začetek: ni podatka |                |                |                |                |

| 26. februar 1957 | Avstrija | 3:3 | Japonska | Dvorana Lužniki, Moskva |

| Poročilo tekme      | Poročilo tekme | Poročilo tekme | Poročilo tekme | Poročilo tekme |
| ------------------- | -------------- | -------------- | -------------- | -------------- |
| Začetek: ni podatka |                |                |                |                |

| 27. februar 1957 | Poljska | 8:3 | Japonska | Dvorana Lužniki, Moskva |

| Poročilo tekme      | Poročilo tekme | Poročilo tekme | Poročilo tekme | Poročilo tekme |
| ------------------- | -------------- | -------------- | -------------- | -------------- |
| Začetek: ni podatka |                |                |                |                |

| 27. februar 1957 | Finska | 5:3 | Vzhodna Nemčija | Dvorana Lužniki, Moskva |

| Poročilo tekme      | Poročilo tekme | Poročilo tekme | Poročilo tekme | Poročilo tekme |
| ------------------- | -------------- | -------------- | -------------- | -------------- |
| Začetek: ni podatka |                |                |                |                |

| 27. februar 1957 | Sovjetska zveza | 22:1 | Avstrija | Dvorana Lužniki, Moskva |

| Poročilo tekme      | Poročilo tekme | Poročilo tekme | Poročilo tekme | Poročilo tekme |
| ------------------- | -------------- | -------------- | -------------- | -------------- |
| Začetek: ni podatka |                |                |                |                |

| 27. februar 1957 | Švedska | 2:0 | Češkoslovaška | Dvorana Lužniki, Moskva |

| Poročilo tekme      | Poročilo tekme | Poročilo tekme | Poročilo tekme | Poročilo tekme |
| ------------------- | -------------- | -------------- | -------------- | -------------- |
| Začetek: ni podatka |                |                |                |                |

| 28. februar 1957 | Češkoslovaška | 3:0 | Finska | Dvorana Lužniki, Moskva |

| Poročilo tekme      | Poročilo tekme | Poročilo tekme | Poročilo tekme | Poročilo tekme |
| ------------------- | -------------- | -------------- | -------------- | -------------- |
| Začetek: ni podatka |                |                |                |                |

| 28. februar 1957 | Sovjetska zveza | 10:1 | Poljska | Dvorana Lužniki, Moskva |

| Poročilo tekme      | Poročilo tekme | Poročilo tekme | Poročilo tekme | Poročilo tekme |
| ------------------- | -------------- | -------------- | -------------- | -------------- |
| Začetek: ni podatka |                |                |                |                |

| 1. marec 1957 | Vzhodna Nemčija | 9:2 | Japonska | Dvorana Lužniki, Moskva |

| Poročilo tekme      | Poročilo tekme | Poročilo tekme | Poročilo tekme | Poročilo tekme |
| ------------------- | -------------- | -------------- | -------------- | -------------- |
| Začetek: ni podatka |                |                |                |                |

| 1. marec 1957 | Švedska | 10:0 | Avstrija | Dvorana Lužniki, Moskva |

| Poročilo tekme      | Poročilo tekme | Poročilo tekme | Poročilo tekme | Poročilo tekme |
| ------------------- | -------------- | -------------- | -------------- | -------------- |
| Začetek: ni podatka |                |                |                |                |

| 2. marec 1957 | Finska | 9:2 | Avstrija | Dvorana Lužniki, Moskva |

| Poročilo tekme      | Poročilo tekme | Poročilo tekme | Poročilo tekme | Poročilo tekme |
| ------------------- | -------------- | -------------- | -------------- | -------------- |
| Začetek: ni podatka |                |                |                |                |

| 2. marec 1957 | Vzhodna Nemčija | 6:2 | Poljska | Dvorana Lužniki, Moskva |

| Poročilo tekme      | Poročilo tekme | Poročilo tekme | Poročilo tekme | Poročilo tekme |
| ------------------- | -------------- | -------------- | -------------- | -------------- |
| Začetek: ni podatka |                |                |                |                |

| 2. marec 1957 | Švedska | 18:0 | Japonska | Dvorana Lužniki, Moskva |

| Poročilo tekme      | Poročilo tekme | Poročilo tekme | Poročilo tekme | Poročilo tekme |
| ------------------- | -------------- | -------------- | -------------- | -------------- |
| Začetek: ni podatka |                |                |                |                |

| 2. marec 1957 | Sovjetska zveza | 2:2 | Češkoslovaška | Dvorana Lužniki, Moskva |

| Poročilo tekme      | Poročilo tekme | Poročilo tekme | Poročilo tekme | Poročilo tekme |
| ------------------- | -------------- | -------------- | -------------- | -------------- |
| Začetek: ni podatka |                |                |                |                |

| 3. marec 1957 | Poljska | 5:1 | Avstrija | Dvorana Lužniki, Moskva |

| Poročilo tekme      | Poročilo tekme | Poročilo tekme | Poročilo tekme | Poročilo tekme |
| ------------------- | -------------- | -------------- | -------------- | -------------- |
| Začetek: ni podatka |                |                |                |                |

| 4. marec 1957 | Češkoslovaška | 25:1 | Japonska | Dvorana Lužniki, Moskva |

| Poročilo tekme      | Poročilo tekme | Poročilo tekme | Poročilo tekme | Poročilo tekme |
| ------------------- | -------------- | -------------- | -------------- | -------------- |
| Začetek: ni podatka |                |                |                |                |

| 4. marec 1957 | Kanada | 5:2 | Češkoslovaška | Dvorana Lužniki, Moskva |

| Poročilo tekme      | Poročilo tekme | Poročilo tekme | Poročilo tekme | Poročilo tekme |
| ------------------- | -------------- | -------------- | -------------- | -------------- |
| Začetek: ni podatka |                |                |                |                |

| 4. marec 1957 | Švedska | 9:3 | Finska | Dvorana Lužniki, Moskva |

| Poročilo tekme      | Poročilo tekme | Poročilo tekme | Poročilo tekme | Poročilo tekme |
| ------------------- | -------------- | -------------- | -------------- | -------------- |
| Začetek: ni podatka |                |                |                |                |

| 5. marec 1957 | Sovjetska zveza | 9:0 | Vzhodna Nemčija | Dvorana Lužniki, Moskva |

| Poročilo tekme      | Poročilo tekme | Poročilo tekme | Poročilo tekme | Poročilo tekme |
| ------------------- | -------------- | -------------- | -------------- | -------------- |
| Začetek: ni podatka |                |                |                |                |

| 5. marec 1957 | Finska | 5:2 | Japonska | Dvorana Lužniki, Moskva |

| Poročilo tekme      | Poročilo tekme | Poročilo tekme | Poročilo tekme | Poročilo tekme |
| ------------------- | -------------- | -------------- | -------------- | -------------- |
| Začetek: ni podatka |                |                |                |                |

| 5. marec 1957 | Češkoslovaška | 12:3 | Poljska | Dvorana Lužniki, Moskva |

| Poročilo tekme      | Poročilo tekme | Poročilo tekme | Poročilo tekme | Poročilo tekme |
| ------------------- | -------------- | -------------- | -------------- | -------------- |
| Začetek: ni podatka |                |                |                |                |

| 5. marec 1957 | Sovjetska zveza | 4:4 | Švedska | Dvorana Lužniki, Moskva |

| Poročilo tekme      | Poročilo tekme | Poročilo tekme | Poročilo tekme | Poročilo tekme |
| ------------------- | -------------- | -------------- | -------------- | -------------- |
| Začetek: ni podatka |                |                |                |                |

## Končni vrstni red
OT-odigrane tekme, z-zmage, n-neodločeni izidi, P-porazi, DG-doseženo goli, PG-prejeti goli, GR-gol razlika, T-točke.
| #     | Reprezentanca   | OT | Z | N | P | DG | PG | GR  | T  |
| ----- | --------------- | -- | - | - | - | -- | -- | --- | -- |
| Zlato | Švedska         | 7  | 6 | 1 | 0 | 62 | 11 | +51 | 13 |
| Bron  | Sovjetska zveza | 7  | 5 | 2 | 0 | 77 | 9  | +68 | 12 |
| Bron  | Češkoslovaška   | 7  | 5 | 1 | 1 | 66 | 9  | +57 | 11 |
| 4     | Finska          | 7  | 4 | 0 | 3 | 28 | 33 | -5  | 8  |
| 5     | Vzhodna Nemčija | 7  | 3 | 0 | 4 | 23 | 48 | -25 | 6  |
| 6     | Poljska         | 7  | 2 | 0 | 5 | 25 | 45 | -20 | 4  |
| 7     | Avstrija        | 7  | 0 | 1 | 6 | 8  | 61 | -53 | 1  |
| 8     | Japonska        | 7  | 0 | 1 | 6 | 11 | 84 | -73 | 1  |